# Escola Nelson Araújo
A Escola Estadual Nelson Araújo ou simplesmente Escola Nelson Araújo(homenagem a um dos fundadores do seu distrito), é uma instituição de ensino público brasileira do estado de Pernambuco no Sertão Pernambucano. Está localizado na zona leste do distrito de Timorante no município de Exu  a segunda de mais importância é a Escola Municipal José Alves Silveira, na zona leste administrada pelo município de Granito. É considerada a instituição de ensino mais importante do distrito com boas referências. Fundada em 1950, é também uma das instituições de ensino mais importante da região do Araripe. Localizada as margens da BR-122, tem como diretora a Prof.ª Maria Ocelma Loula, segunda diretora eleita pelo voto direto na história da escola e tendo Maria Dagmar Soares Cordeiro como funcionaria a permanecer mais tempo no cargo de secretaria de educação, um total de 30 anos aproximadamente.

## Historia
A escola Nelson Araújo surgiu em 1950, época em que o prefeito do Exu, o senhor Romão Sampaio Filho, teve a preocupação de contribuir com a edução da comunidade timorantense que vinha crescendo rapidamente e sua população aumentava.
Timorante tinha poucos anos de existência, estava enfrentando uma transição que resultou na realocação de seu povoado e na localidade um numero significativo de pessoas, precisa então de algumas instituições de ensino que educa-se e alfabetiza-se os filhos dos moradores. Foi então que o prefeito construiu a escola com a colaboração do Sr. Nelson da Costa Araújo que fez a doação do terreno e que também tinha ajudado na realocação de Timorante doando partes de suas terras. Além disso, outros cidadãos do local, os senhores Benevides Alves e seu irmão José Alves, também participaram do processo.
Essa instituição educacional teve inicio somente com uma sala de aula, uma área e dois banheiros, começando a funcionar seis anos mais tarde em 1956, tendo como sua primeira professora a senhora Emília que veio do Rio de Janeiro. Em seguida, o estado envia para a escola sua primeira professora estadual, a Prof.ª Maria Isabel Lopes para lecionar e dar mais confiança aos habitantes.
Como a escola contava apenas com uma sala, a professora tinha que dar aula de 1ª a 4ª série, para todos os alunos ao mesmo tempo. Ela separava a lousa em quatro partes e dava os conteúdos ao mesmo tempo para cada série que estudava. No inicio a escola contou com a participação de 60 alunos matriculados e estudando, o que extrapolava o excesso de lotação da sala por existir somente uma sala de aula.
Nessa época, não existia uniforme e material escolar para distribuir com os alunos. Todo material do aluno era comprado pelos pais e todoas as matérias para o estudo, era exercido pelo professor.
Em 1982, a escola ganha impulso quando o prefeito José Peixoto de Alencar tomou posse e resolveu investir na escola reformando e ampliando-a e construindo mais salas para portar o volume de alunos que estudavam. Após ampliação, seu 1º ato como prefeito administrativo, foi introduzir uma diretora para supervisionar e gerir a nova escola, ele também construiu uma quadra para que os jovens pudessem praticar esportes. A escola foi inaugurada e recebeu nome de “Nelson Araújo” em homenagem ao doador do terreno. No mesmo ano, em 1982 é entregue a chave da escola a diretora Nair Gomes de Araújo que permaneceu no cargo por muitos anos.Em seguida, ainda no mesmo ano, passa a fazer pate doas escolas estaduais de Pernambuco e é ampliada para funcionar de 5ª a 8ª série. No ano de 1985, após as mudanças, sai a primeira turma de concluintes da escola, primeira em Timorante.

## Reforma e Reinauguração

### Reforma e Ampliação

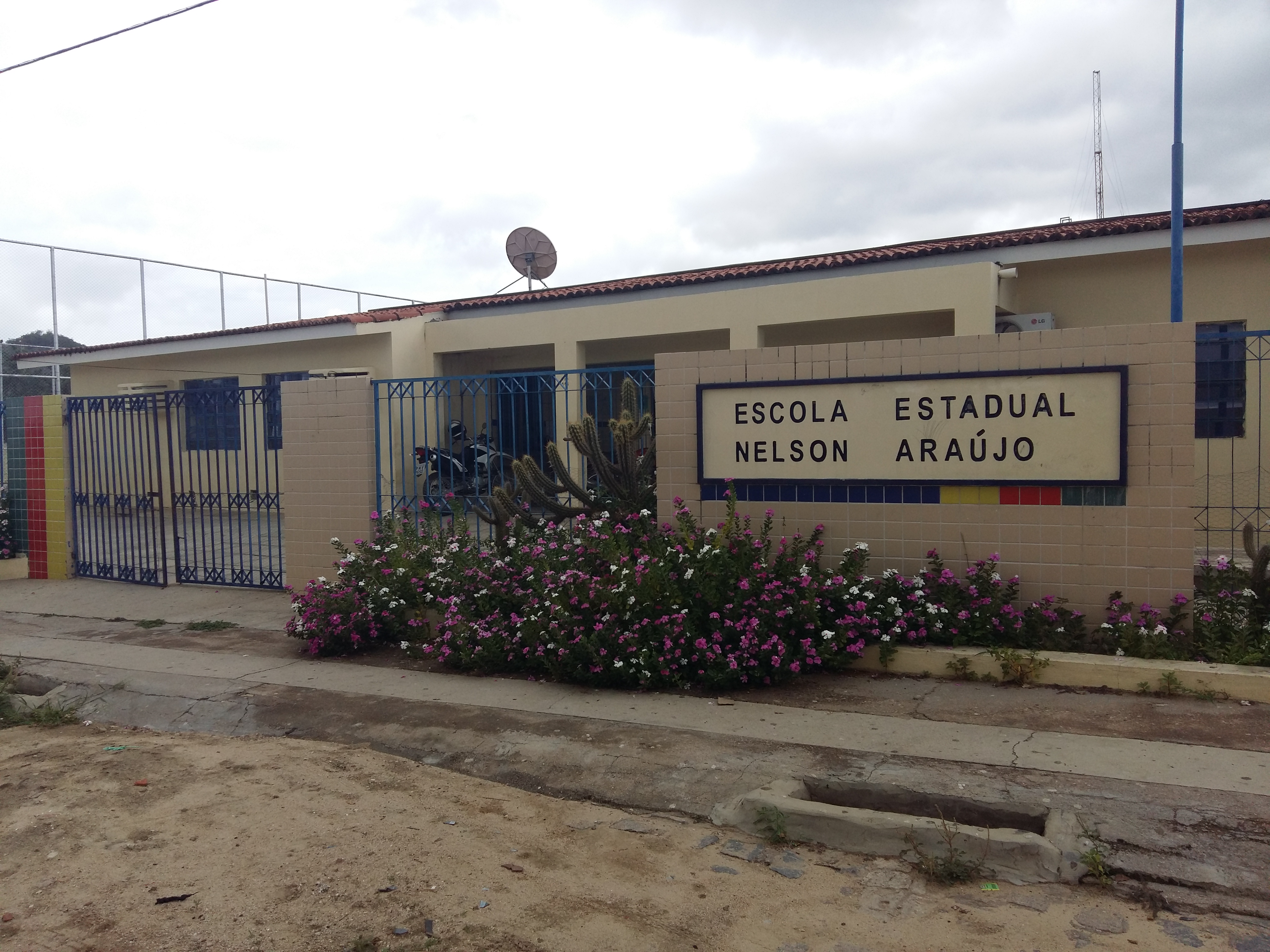
Escola Nelson Araújo em Timorante

Em 2008 a escola foi fechada para ser reformada e ampliada para poder entrar na modernidade. paredes e algumas salas foram demolidas para tem uma boa ampliação. A quadra também passou por remodelagem, ganhando nova pintura e alambrado. Em 2009, com as obras em 75% a 80%, passa ater a secretaria dividida da direção, refeitório, biblioteca e dois laboratórios.

### Reabertura
Alcançando os 100% das obras, a escola agora possui dois laboratórios; um de informatica e um de química. A escola recebe 9 micros computadores para o laboratório pelo programa estadual de inclusão digital.
Sendo concluída no ano de 2010 , a escola foi reaberta e reinaugurada com a presença inédita de uma das figuras mais importante do estado, o governador Eduardo Henrique Accioly Campos, mais conhecido como Eduardo Campos, que veio especialmente para a reinauguração da escola e de uma estrada que liga Timorante com o município de Granito.

## Desempenho educacional
Hoje, a escola é reconhecida a nível de estado, ganhando vários prêmios acadêmicos e educacionais, dentre eles destacam-se os prêmios de Tecnologia , onde cada professor recebeu um computador, bônus (dois anos em seguida), premio de bom desempenho escolar no SAEP, sendo que em 2010 atingiu 100% das metas estabelecidas pelo governo e bom desempenho no ENEM.

### IDEB
Outro premio de destaque da Escola Nelson Araújo, é a que conquistou participando do IDEB(Índice de Desenvolvimento da Educação Básica) em 2014, alcançando notas razoáveis e de grande importância em sua historia educacional, melhor nota estabelecida pela escola.
- IDEB do Brasil - 5,2
- IDEB de Pernambuco - 4,7
- IDEB da Escola Nelson Araújo - 4,5

## Diretores da Escola
A Escola Nelson Araújo teve como primeira diretora a Prof.ª Nair Gomes de Araújo em 1982 após a escola passar para o estado com ajuda do prefeito do município de Exu, José Peixoto de Alencar que investiu na educação e ampliação do lugar.
A professora assumiu até 1985, quando sua segunda diretora, a Prof.ª Ericelma de Albuquerque Fontes atém um certo período, até que sua ultima diretora, a Prof.ª Francisca Angélica, assumiu até o ano de 2005.

### Eleições Escolares
Pela primeira vez em sua historia, foram realizadas as Eleições Escolares para a direção da escola. As eleições foram organizadas em novembro na escola onde elegeram a primeira diretora por votos direto, a professora de Matemática Zenilda Justino da Silva Araújo como diretora geral e a professora Maria Marlene Bezerra dos Santos como diretora adjunta, assumindo de 2006 - 2012.

### Segunda eleição
Em 07 de dezembro de 2012, foram realizadas a segunda eleição escolar onde elegeram sua segunda diretora por voto direto da historia, a professora Maria Ocelma Loula, como diretora geral e elegendo mais uma vez a professora Marlene Bezerra dos Santos como diretora adjunta somando dois mandatos na direção.

### Diretores
Diretores de 1982 a 2012
- 1982 (até 1985)
  - Diretora: Nair Gomes de Araújo
  - Vice: vice-diretora desconhecida

- 1985 (sem data definida)
  - Diretora: Ericelma de Albuquerque Fontes
  - Vice: Nair Gomes de Araújo[3]

- (até 2005)
  - Diretora: Francisca Angélica
  - Vice: Maria de Fatima Ulisse

- 2005 (até dezembro de 2012)
  - Diretora: Zenilda Justino da Silva Araújo
  - Vice: Maria Marlene Bezerra dos Santos

- 2012 (de 07 de dezembro - atualmente)
  - Diretora: Maria Ocelma Loula
  - Vice: Maria Marlene Bezerra dos Santos[3]